# Thomas C. Hanks
Thomas C. Hanks (...) è un geofisico e sismologo statunitense.
Ha lavorato per la US Geological Survey (USGS) a Menlo Park, California ed è membro della "Società sismologica americana" (Seismological Society of America), dell'"Unione geofisici americani" (American Geophysical Union), dell'"Istituto di ricerca dell'ingegneria per i terremoti" (Earthquake Engineering Research Institute), della "Società geologica americana" (Geological Society of America), della "Società geologica della penisola" (Peninsula Geological Society) di Stanford, e di altre correlate società geologiche.
È autore di numerosi di sismologia e geomorfologia tettonica.
Nel 1979, quando era studente laureato, insieme al sismologo giapponese-americano Hiroo Kanamori, professore di sismologia al California Institute of Technology propose di usare la scala di magnitudo del momento sismico al posto della scala di magnitudo Richter per la misurazione della forza relativa dei terremoti, per evitare la saturazione della scala Richter per le magnitudo superiori a circa il 5.5 grado.